# Estación de Seraing
La estación de Seraing es una estación de tren belga situada en Seraing, en la provincia de Lieja, región Valona.
Pertenece a las líneas  y  de S-Trein Lieja.

## Situación ferroviaria
La estación se encuentra en la línea 125 (Aguesses-Flémalle).

## Intermodalidad
| Línea | Procedencia           | Parada      | Destino                          |
| ----- | --------------------- | ----------- | -------------------------------- |
| 15    | JEMEPPE GR            | OUGRÉE Gare | SERAING Hôpital Bois de l'Abbaye |
| 46    | JEMEPPE Gare Routière | OUGRÉE Gare | AMAY Super Delhaize              |
| 47    | JEMEPPE Gare Routière | OUGRÉE Gare | STOCKAY Place Renard             |